# Zubří obora v Topoľčiankách
Zubří obora v Topoľčiankách (slovensky Topoľčianska zubria zvernica) je chráněný areál – obora zaměřená na chov zubra evropského. Nachází se na jihozápadním Slovensku v okrese Zlaté Moravce, asi šest kilometrů severozápadně od obce Topoľčianky na výběžcích pohoří Tribeč (lokalita zvaná Piesky).

## Historie
Obora byla založena v roce 1958 s cílem záchrany zubra evropského (Bison bonasus bonasus). Ten byl ve volné přírodě ve střední Evropě vyhuben v 19. století. V padesátých letech 20. století se jeho populace v zajetí pohybovala kolem 150 jedinců. Obora byla dimenzovaná původně na dvanáct kusů, stav však brzy dosáhl až 120 jedinců. Mnoho z nich bylo převezeno do zoologických zahrad a dalších obor. V roce 1964 byla obora vyhlášena za chráněnou studijní plochu.
Celková rozloha chráněného areálu je 140,16 hektaru, chovné jádro zabírá 27 ha, zbytek připadá na ochranné pásmo. Plocha je rozdělena na čtyři oddělení, ve kterých zubři střídavě žijí. Oboru obhospodařuje Lesní závod Topoľčianky. Je turisticky přístupná.
V roce 2004 byli zubři vysazeni také do volné přírody v národním parku Poloniny.

## Galerie

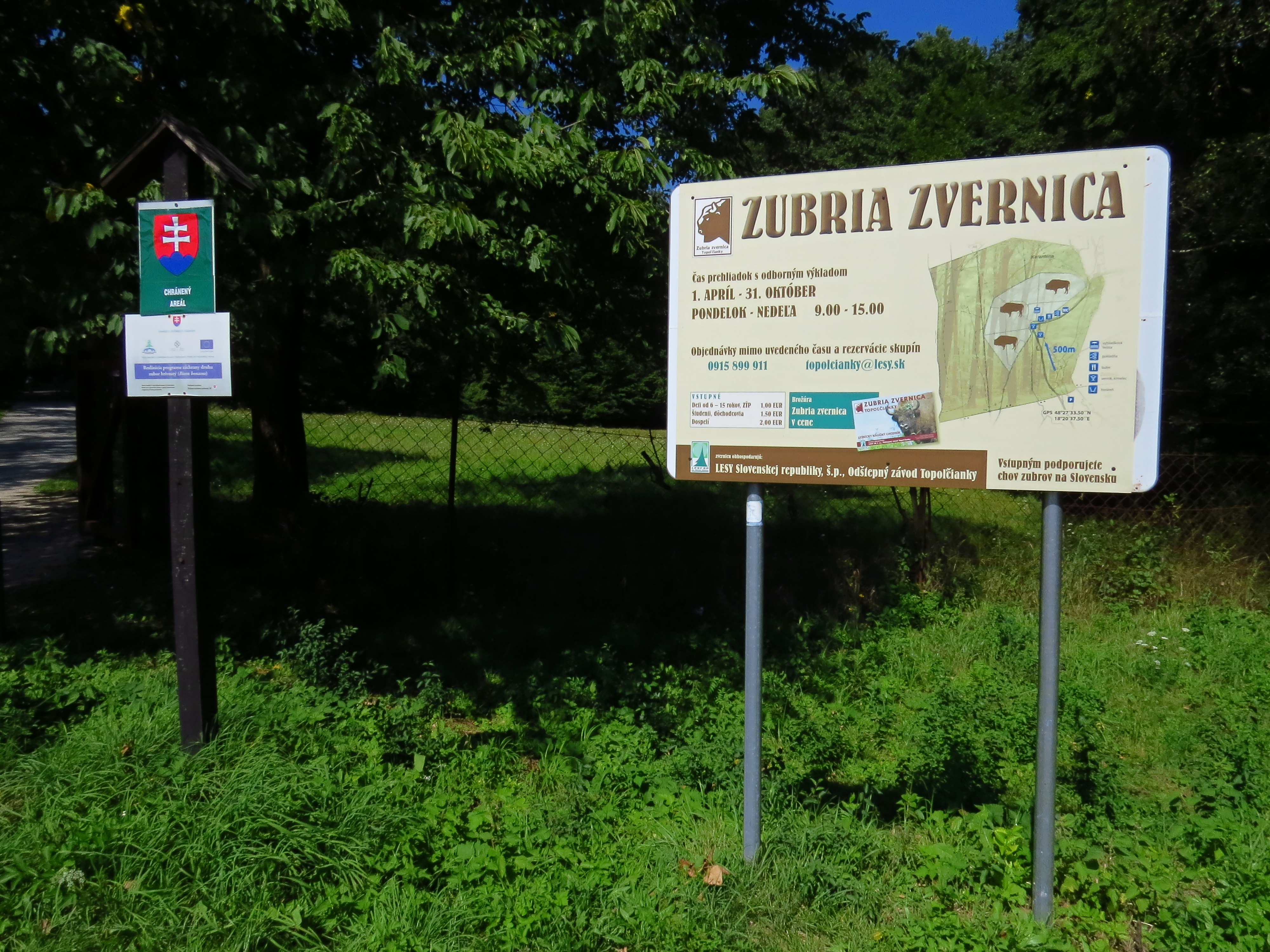
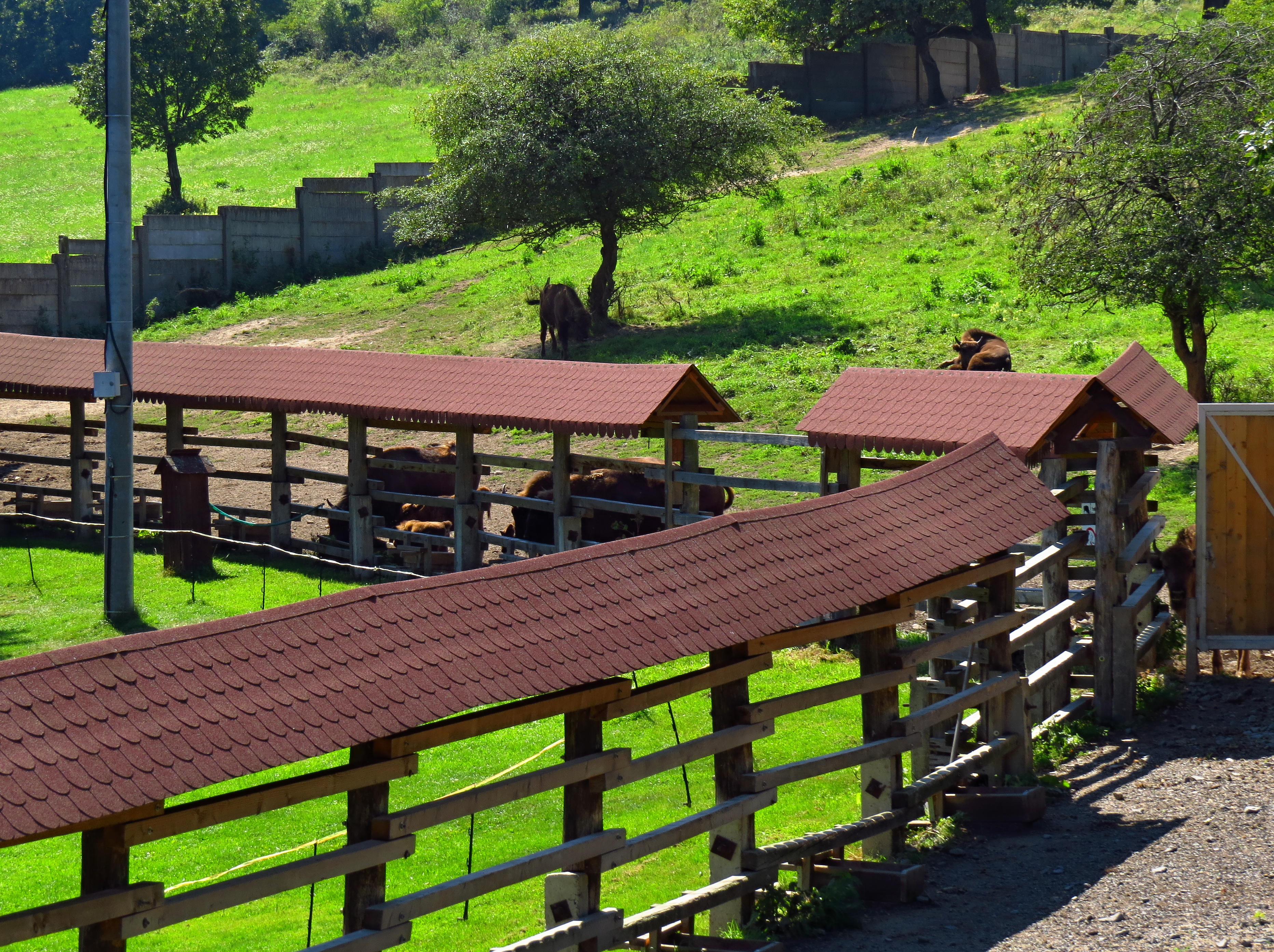
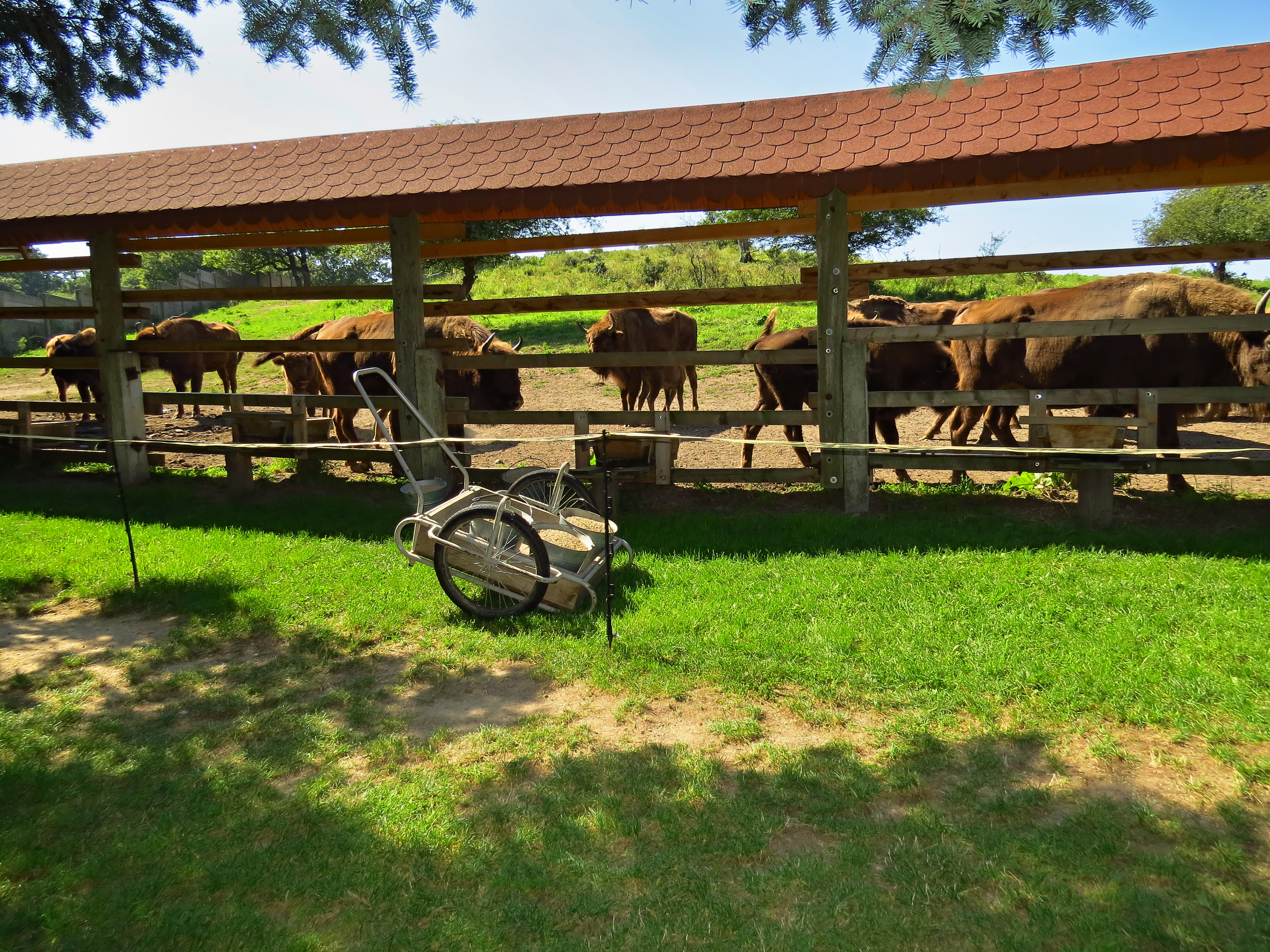
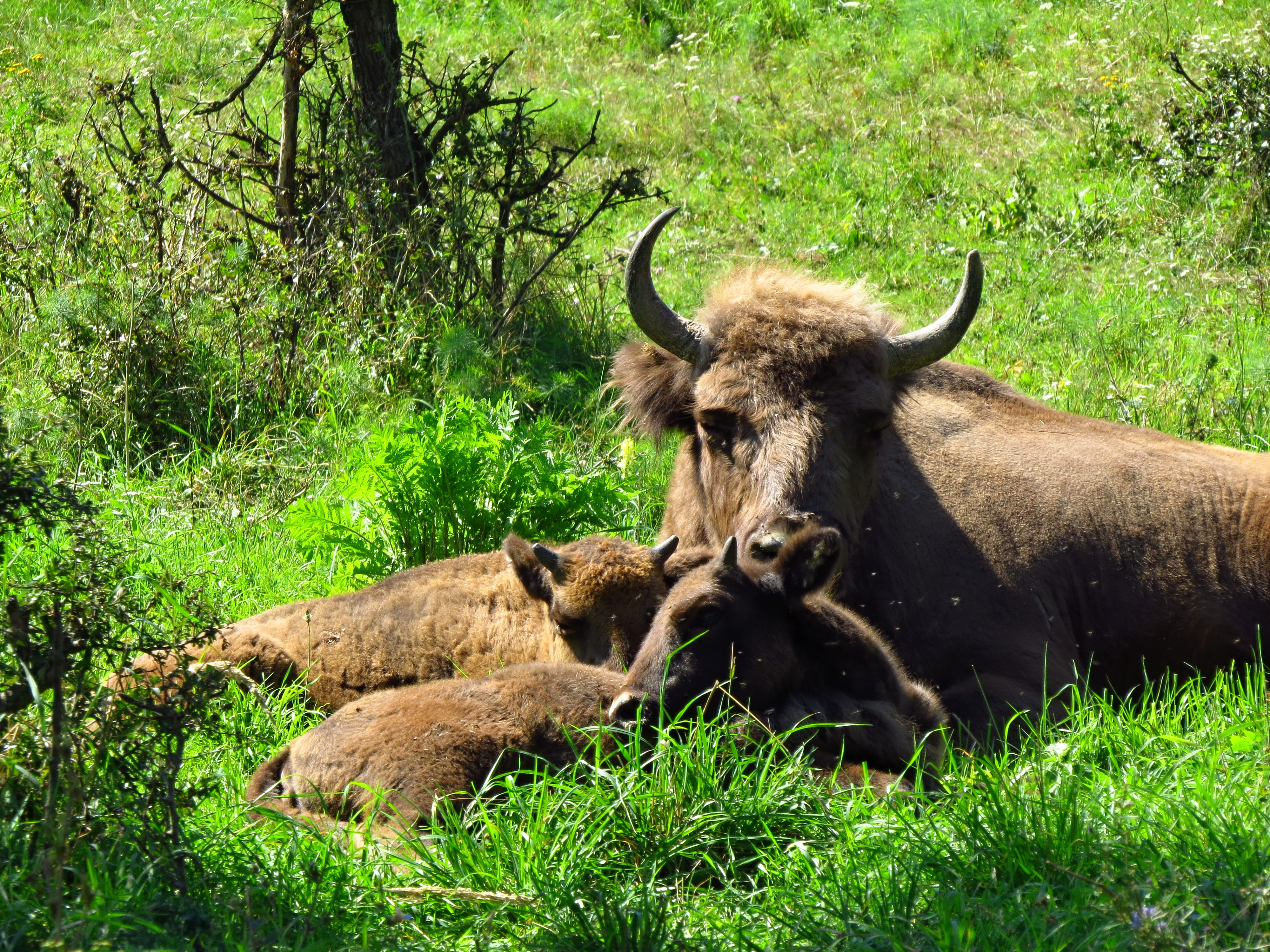
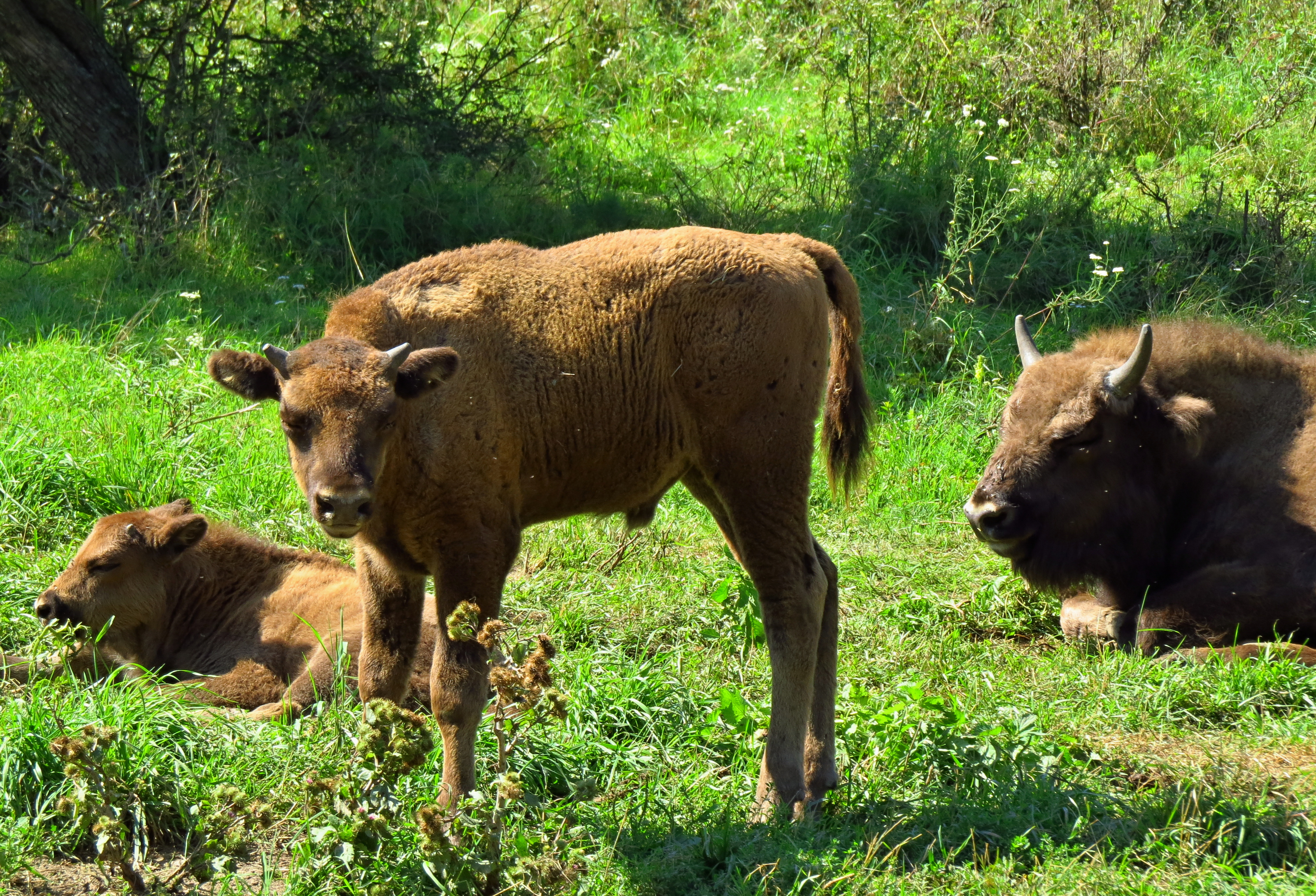